# Alles, was von Gott geboren, BWV 80a
Alles, was von Gott geboren, BWV 80a (Tot neix de Déu), és una cantata religiosa de Johann Sebastian Bach per al tercer diumenge de quaresma estrenada a Weimar, probablement el 24 de març de 1715.

## Origen i context
D'aquesta cantata només es conserva el llibret de Salomo Franck i ha arribat a nosaltres en la versió revisada BWV 80. Consta de sis números, els cinc primers dels quals són els números 2, 3, 4, 6 i 7 de la BWV 80, i com a coral final s'empra Ein feste Burg ist unser (BWV 303).
Per a aquest tercer diumenge de quaresma es conserva la BWV 54.